# Матвеев, Геннадий Михайлович (1938)
Генна́дий Миха́йлович Матве́ев (род. 30 декабря 1938, Свободный, Хабаровский край) — советский футболист, нападающий. Советский и российский тренер.

## Биография
Карьеру в командах мастеров начал в 1958 году в команде класса «Б» «Локомотив» Свободный. Армейскую службу проходил в команде СКА (Хабаровск). В первенстве СССР играл за армейские клубы Хабаровска, Новосибирска, за «Луч» Владивосток. Завершал карьеру в 1969—1970 годах в качестве играющего тренера в команде «Рыбак» Находка.
С 1973 года — старший тренер «Амура» Благовещенск. Победитель зонального турнира второй лиги (1975), обладатель Кубка РСФСР (1976).
Окончил высшую школу тренеров (1978—1980).
В 1980-х годах тренировал тамбовский «Спартак» с перерывом на двухлетнюю работу с молодёжной сборной Мавритании.
В 1992—1993 годах — главный тренер «Химика» Уварово.
Занимался бизнесом. Тренировал клуб «Пигмент» Тамбов. Четырёхкратный чемпион и обладатель Кубка области.
В 2007—2008 годах — формальный главный тренер тамбовского «Спартака» при не имевших соответствующей лицензии Александра Хальзова и Сергея Первушина.
Инструктор-методист ТОГОУ ОСДЮШОР по футболу.